# رینگریک
رینگریکه (به نروژی: Ringerike) شهری در نروژ است که در استان بوسکرود واقع شده‌است.

## خصوصیات
رینگریکه ۱٬۵۵۲ کیلومتر مربع مساحت و ۲۸٬۰۶۰ نفر جمعیت دارد.